# Hans Blossey
Hans Blossey (* 16. Mai 1952 in Essen-Kray) ist ein deutscher Luftbildfotograf.

## Leben
Hans Blossey wurde 1952 in Essen-Kray geboren. Schon als Schüler fotografierte er in freier Mitarbeit für namhafte Zeitungen des Ruhrgebietes. Es folgte ein Foto-Volontariat bei der Westdeutschen Allgemeinen Zeitung in Essen und Arbeit als Bildredakteur im gesamten Ruhrgebiet. 1991 wechselte er in die Zentral-Redaktion der WAZ und arbeitete zehn Jahre als verantwortlicher Fotograf für Titel und die Reportage-Redaktion mit nationalen und internationalen Themen.
1983 erwarb er die Privatpilotenlizenz, die er später durch diverse Klassen- und Musterberechtigungen ergänzte. Seit 2009 arbeitet er als selbständiger Luftbildfotograf.
Es entstand in den folgenden Jahrzehnten ein umfangreiches Luftbildarchiv aller Ruhrgebietsstädte und darüber hinaus. 2020 erschien eine Sondermarke mit Witten-Motiv aus der Serie Deutschland von oben. Regelmäßig aktualisiert, zählt das Archiv mittlerweile (Stand: Februar 2021) über 257.000 Luftbilder aus 220 Städten und Gemeinden in Nordrhein-Westfalen. Seine Luftaufnahmen werden fast täglich und bundesweit in Zeitungen gedruckt und finden sich auch in vielen Buchveröffentlichungen, Firmenbroschüren, Kalendern und wissenschaftlichen Werken. Zahlreiche Luftbild-Auftragsproduktionen führen Blossey u. a. nach Hongkong, Dubai, die Philippinen, Mexiko, Venezuela, Costa-Rica, Mauritius, Indien, New York und in europäische Länder. Außerdem ist er als Gastdozent an der Journalistenschule Ruhr im Bereich Fotojournalismus tätig.

## Fernsehbeiträge
- RTL Reportage über Hans Blossey (MP4; 134 MB)